# Андреев, Василий Иванович (контр-адмирал)
Васи́лий Ива́нович Андре́ев (1912—1994) — контр-адмирал (31.05.1954), профессор (1967), доктор военно-морских наук (1963).

## Биография
Курсант ВМУ им. М. В. Фрунзе (9.1930—11.1933). Член ВКП(б) с 1932. Ком-p минного сектора ЗМ «Томск» (11.1933—6.1934), пом. нач-ка мор. при-гран. развед. пункта (6.1934—8.1938) ТОФ. Участник Сов.-финл. войны 1939—1940. Присвоено внеочередное звание капитан 3 ранга 28.1. 1940. Пом. нач-ка (9.1939—2. 1940), нач-к (2—8.1940) 2-го отд-я, ком-p по операт. подготовке флота 1-го (операт.) отдела штаба БФ с авг. 1940.
В Вел. Отеч. войну вступил в той же должности. Пом. ком-pa ЗМ «Марти» (1—-12.1942), на КЛ «Лахта» (12.1942—4.1943), ком-p по операт. части 1-го (операт.) отдела штаба ЛВФ (4—10.1943). Ст. ком-р-оператор 6-го (операт. подготовки) отдела (10.1943—11.1944), нач-к 1-го отд-я 2-го (изучения и обобщения опыта войны) отдела — зам. нач-ка отдела ОУ ГМШ ВМФ с ноября 1944.
После окончания войны в той же должности. Зам. нач-ка отдела по использованию опыта войны УБП (4.1946— 4.1947), нач-к 4-го (4—10.1947), 1-го (10.1947—12.1948) отделов ОУ ГМШ ВМС. военно-мор. Слушатель ВВА им. К. Е. Ворошилова, которую окончил с золотой медалью (12.1948—12.1950). Нач-к кафедры стратегии и операт. искусства ВМА им. К. Е. Ворошилова (12.1950—4.1958). В распоряжении ГК ВМФ (4—6.1958). Ст. преподаватель кафедры операт. искусства и ТВС ВМФ (6.1958—8.1960), операт. искусства ВМФ (8.1960—2.1962), стратегии (2.1962—8.1973) военно-мор. фак-та ВА ГШ ВС. В распоряжении нач-ка той же академии (8—9.1973). С сент. 1973 в запасе.
Похоронен на Кунцевском кладбище.

## Научная деятельность
Автор учебника и научных работ по оперативному искусству ВМФ.

## Награды
- орден Ленина (1956)
- орден Красного Знамени (1950)
- 2 ордена Красной Звезды 1-й степени (1945, 1985)
- 2 ордена Красной Звезды (1943, 1945)
- медали.
- знак «50 лет пребывания в КПСС»